# الأرجوحة (فراغونارد)
الأرجوحة هي لوحة زيتية رسمها الفنان الفرنسي جان هونوري فراغونارد تعتبر من روائع عصر الروكوكو ومن أشهر أعمال فراغونارد.